# Талси (район)
Талси (на латвийски: Talsu rajons) е район в западната част на Латвия. Административен център е град Талси. Населението на района е 49 662 души, а територията е 2744 km2. Районът граничи с Балтийско море на север, Вентспилс на запад Кулдига на югзапад и Тукумс на югоизток.

## Градове
- Валдемарпилс
- Сабиле
- Стенде
- Талси

### Други населени места
| - Балгале - Валдгале - Вандзене - Вирби - Гибули - Дундага - Иве - Кулциемс |  | - Лаидзе - Лауциене - Либаги - Лубе - Мерсрагс - Роя - Стразде - Талси |